# Eroschema affine
Eroschema affine är en skalbaggsart som beskrevs av Francis Polkinghorne Pascoe 1888. Eroschema affine ingår i släktet Eroschema och familjen långhorningar. Inga underarter finns listade i Catalogue of Life.